# قصعين مفغر

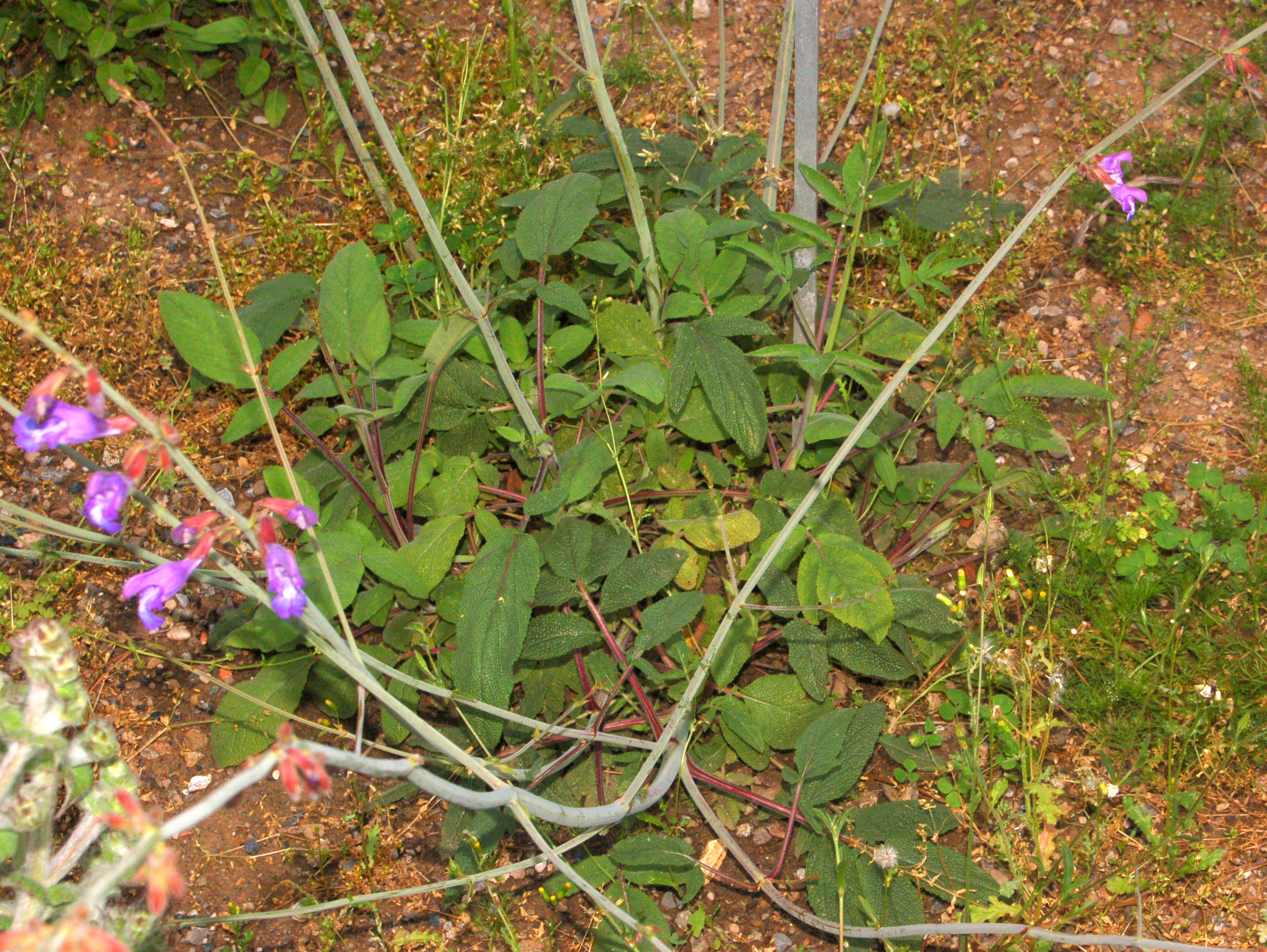

قصعين مفغر (الاسم العلمي:Salvia ringens) هو نوع من النباتات يتبع جنس القصعين من الفصيلة الشفوية.